# Siobhán Dowd
Sibhan (o Siobhán) Dowd (4 de febrero de 1960 – 21 de agosto de 2007) fue una escritora anglo-irlandesa, autora entre otras de la novela de misterio A Swift Pure Cry.

## Biografía y activismo
Siobhán Dowd nació en Londres de padres irlandeses. Estudió en una escuela católica del sur de la capital y se licenció con matrícula de honor en filología clásica en el colegio Lady Margaret Hall de la Universidad de Oxford , consiguiendo más tarde graduarse con distinciones en un máster de la Greenwich University en estudios etnográficos y de género.
En 1984 se unió a la asociación de escritores International PEN, inicialmente como investigadora para su comité de escritores reclusos y más adelante como directora del programa American Center's Freedom-to-Write Committee, en Nueva York. Su trabajo abarcó diversos asuntos, como la financiación y dirección del Rushdie Defense Committee USA, en defensa de Salman Rushdie, y diversos viajes a Indonesia y Guatemala para investigar la situación de los derechos humanos de los escritores en esos países. Durante su estancia de siete años en Nueva York, Dowd fue incluida dentro de la lista de los 100 irlandeses-americanos más importantes, evento organizado por la Irish-American Magazine y AerLingus, las líneas aéreas de Irlanda, en virtud de sus esfuerzos globales en contra de la censura. 
A su vuelta a Reino Unido, Dowd cofundó junto a Rachel Billington el programa de lectores y escritores de la sección inglesa de PEN. En el marco de este programa, escritores y poetas visitan escuelas de zonas deprimidas, cárceles, reformatorios y proyectos sociales. Durante 2004, Dowd ocupó un cargo oficial en Oxfordshire dedicado a la defensa de los derechos infantiles, desde el que colaboró con las autoridades locales para garantizar que los servicios que obligatoriamente se deben prestar a la infancia se ajustan a los protocolos de la ONU. 
Poco antes de la muerte de Dowd se creó el Siobhan Dowd Trust, desde el cual se invertirán todos los beneficios generados por su obra para asistir a niños desfavorecidos con problemas de lectura. 
Siobhán Dowd murió por cáncer de mama el 21 de agosto de 2007 con 47 años. La sobrevive el que fue su marido Geoff Morgan, bibliotecario en Oxford Brookes University y componente del grupo musical Bon Bon Kaotikai.

## Obras
Dowd editó dos antologías en la colección Threatened Literature (Literatura Amenazada) para el Freedom to Write Committee de la sección estadounidense de PEN (PEN American Center): This Prison Where I Live (Cassell, 1996) y, junto con Ian Hancock y Rajko Djuric, The Roads of the Roma: a PEN Anthology of Gypsy Writers (University of Hertfordshire Press, 1998 y 2004).
La invitación ofrecida por Tony Bradman para contribuir con un cuento sobre un pavee (gitanos nómadas irlandeses) a su colección de relatos cortos sobre el racismo dirigidos a niños, Skin Deep (Puffin, 2004), la empujó a una nueva carrera como autora de literatura infantil. Dowd encontró en este éxito la inspiración para seguir escribiendo pensando en los niños y desarrolló una cercana amistad con dos consolidados autores de literatura infantil: Lee Wetherly (también conocida como Titania Woods) y Fiona Dunbar, con quienes solía reunirse para hablar sobre sus obras y sobre la literatura para niños.
A Swift Pure Cry, la primera novela de Dowd, fue publicada en David Fickling Books, sello de Random House Children’s Books, en marzo de 2006. Fue finalista del premio de literatura infantil concedido anualmente el diario The Guardian, y también del Booktrust Teenage Prize, el Waterstone's Children's Book Prize, el Children's Book Award de la ciudad de Sheffield, el Deutscher Jugendliteraturpreis, en Alemania, y el Bisto Book of the Year Award irlandés. Además, fue incluido en la final para optar a la Carnegie Medal de 2007. En mayo de ese mismo año, Dowd fue galardonada con el Eilís Dillon Award (patrocinado por Bisto) y el junio siguiente obtuvo el Branford Boase Award.
The London Eye Mystery fue la segunda novela de Siobhán Dowd, publicada en junio de 2007. En septiembre de ese año, ganó el NASEN/TES Special Educational Needs Children's Book Award, fue finalista de la Carnegie Medal y de los premios Red House Children's Book Award, Doncaster Book Award y Southwark Schools Book Award. En mayo de ese año, Dowd fue galardonada póstumamente con el premio Bisto Book of the Year, dotado con 10 000 €, y en enero de 2009 la novela ganó el Salford Children's Book Award.
En el momento de su muerte, Dowd había terminado dos novelas más: Bog Child se publicó en febrero de 2008 y fue finalista del Children's Fiction Prize del diario The Guardian. Solace of the Road se publicó en enero de 2009.
En 2014 Patrick Ness escribió Un monstruo viene a verme, historia hilada a partir de una idea original de Siobhán Dowd, quien a pesar de tener los personajes, una premisa y un comienzo no pudo terminarla debido a su prematura muerte a causa del cáncer en 2007.